# Leander Anguissola

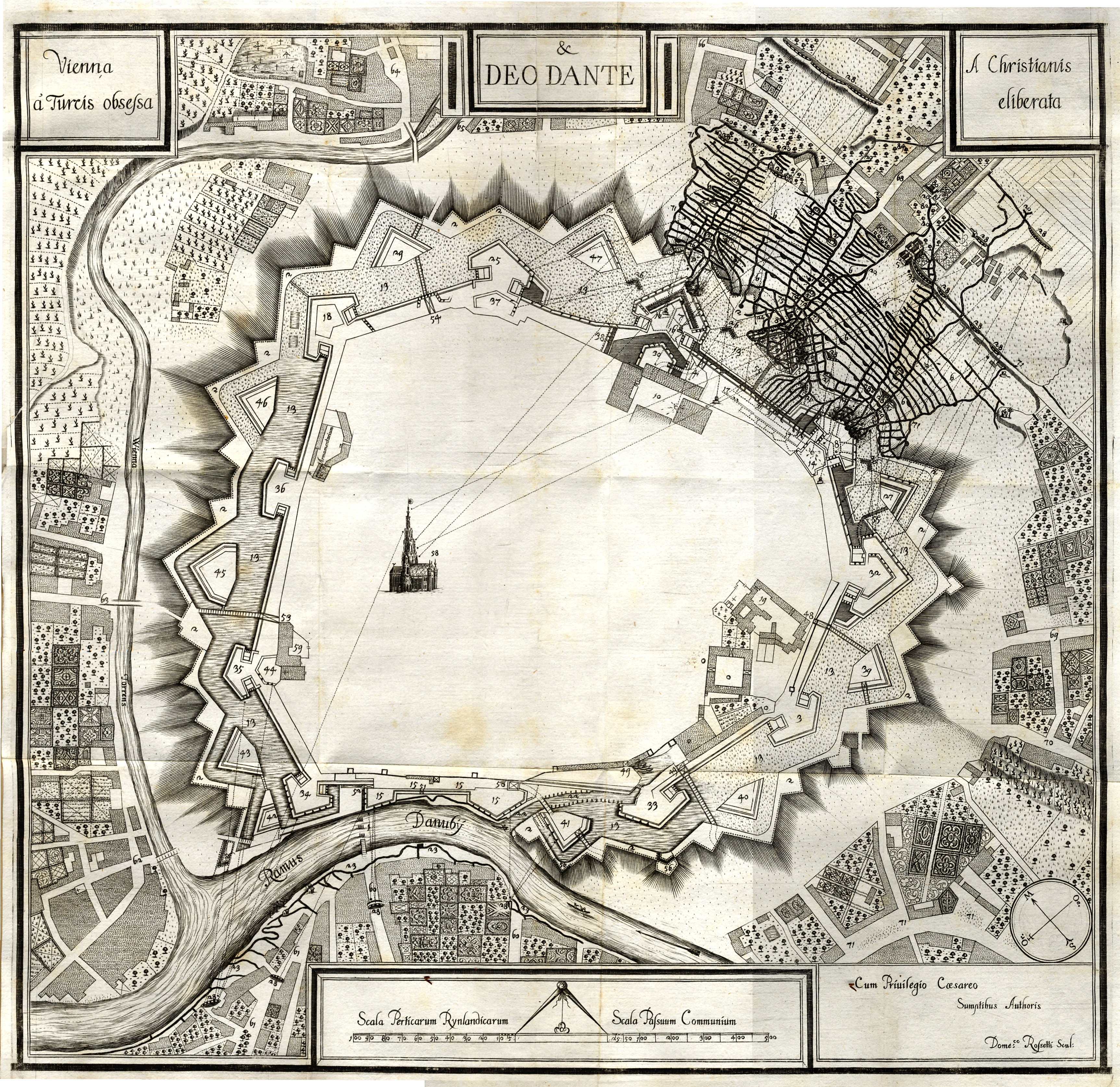
Karte der Zweiten Wiener Türkenbelagerung, 1683

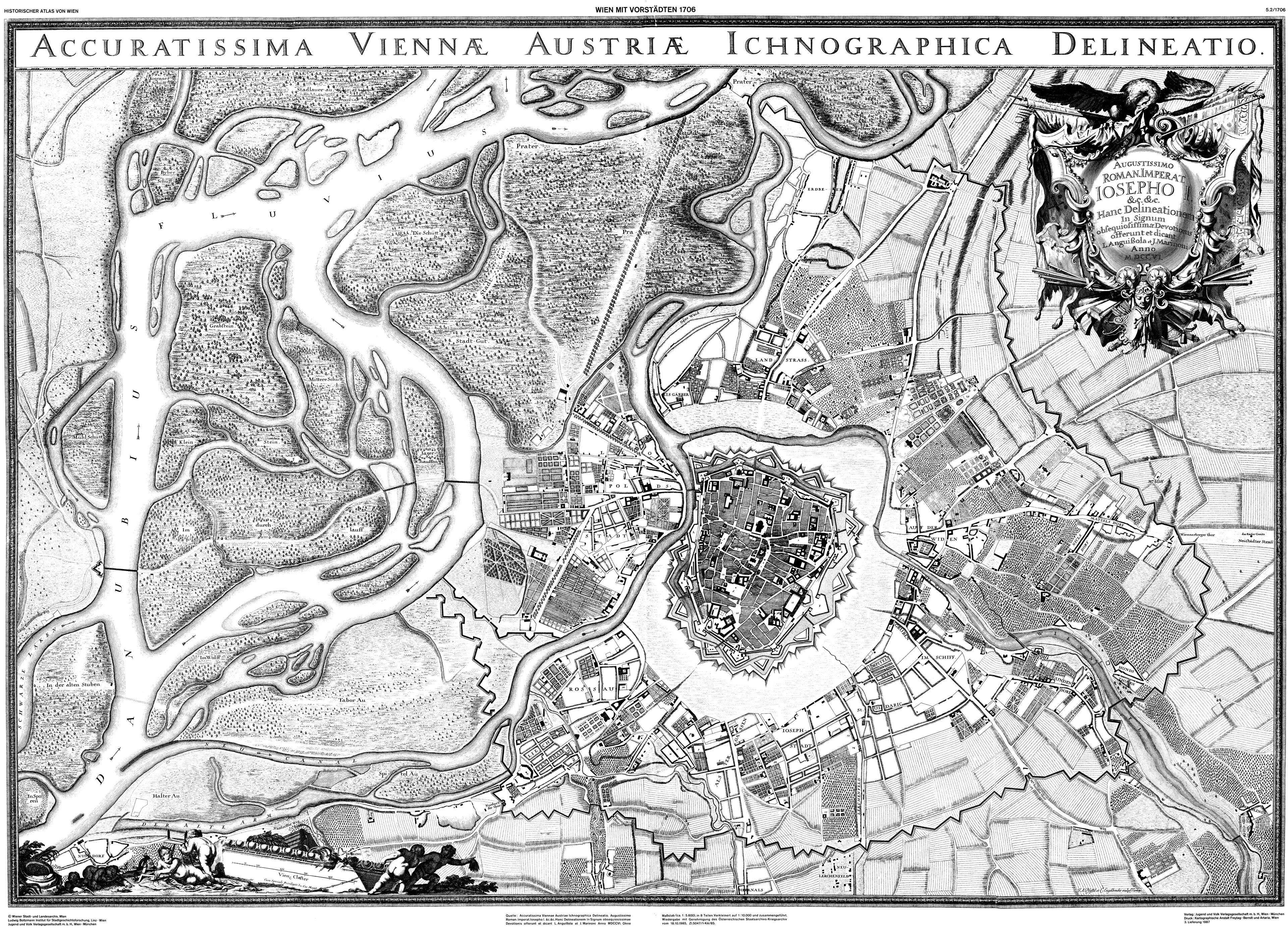
Grundrissplan von Wien mit seinen Vorstädten und dem Linienwall, 1704

Leander Anguissola, eigentlich Leandro Anguissola (* 10. Mai 1653 in Piacenza; † 30. August 1720 in Wien) war ein Kartograf, Pädagoge, Ingenieur und Oberstleutnant in österreichischen Diensten.

## Leben
Leander Anguissola soll einer ursprünglich englischen Familie entstammen, die sich von Surdus nannte. Der Familienname soll sich aus einem Schlachtruf im 8. Jahrhundert entwickelt haben, der sich auf die Familie bezog, Anguis sola fecit victoriam, auf Deutsch die Schlange allein bewirkte den Sieg. Später siedelte die Familie nach Italien über, wo sie bekannte Persönlichkeiten hervorbrachte. Anguissola wurde als Sohn des Giulio Cesare und seiner Gattin Maria Francesca Dundi, Tochter eines kaiserlichen Kammerkuriers, in Piacenza, wo die Familie lange wirkte, geboren. Er hatte einen Bruder Angelo, der ab 1715 als Kommandant wirkte.
1680 trat er in den österreichischen Militärdienst ein. Während der Belagerung Wiens hielt er sich nicht in der Stadt auf, obwohl dies auf einer Urkunde verkündet wird. Am 22. November 1684 avancierte er zum Wiener Unteringenieur mit einer Bezahlung von 800 Gulden pro Jahr. Am 26. April 1685 wurde er zum Hauptmann befördert. Ein Jahr nach seiner 1688 geschlossenen Ehe baute sich Anguissola ein Haus auf der Mölkerbastei. Im Jahr 1690 war er in Ofen und ging im Juni des nächsten Jahres als Ingenieur nach Prag. Auf eigenen Wunsch hin fungierte er seit Juni 1701 als Oberstleutnant. Am 17. Juni erhielt er außerdem die Stelle des Wiener Oberingenieurs mit einer Besoldung von 1200 Gulden im Jahr.
Am 30. März 1710 gab Anguissola die Planung einer Ingenieursakademie bekannt. In dieser sollte Mathematik wie auch Ingenieurskunst unterrichtet werden, Anguissola selbst wollte auch als Direktor wirken. Im Februar des nächsten Jahres nahm sich Graf Breuner des Vorschlags an. Im Dezember 1717 wurde Anguissola als Direktor der Wiener Akademie eingesetzt, am 8. Jänner des nächsten Jahres schließlich wurde sie eröffnet. Anguissola lehrte an dieser mathematischen Ingenieurs-Akademie Architektur, Mathematik, Arithmetik, Geometrie, Statik und Mechanik.
Aufgrund seiner kartografischen Begabung wurde er 1718 von Kaiser Karl VI. zum Professor und Leiter der Ingenieur- und Mathematikakademie in Wien ernannt. Am 15. Jänner 1715 wurde er in den Stand eines Conte di Travo erhoben und starb fünf Jahre später in Wien. Er hinterließ fünf Kinder, Mathias, Josephus, Katharina, Maria Anna und Johanna. Die Tochter Maria Anna (oder Marianna) aus seiner Ehe mit Maria Francesca Donati heiratete im Jahr 1715 Luigi Gonzaga di Castiglione (1680–1768). Der Enkel gleichen Namens trug als letzter Gonzaga den Titel eines Principe di Castiglione (Titular-Fürst von Castiglione), mit ihm starb 1819 diese Nebenlinie aus. 

## Werke
Seine erste Karte – Vienna a Turcis obsessa et Deo dante a Christianis eliberata – stellt Wien 1683 während der Zweiten Wiener Türkenbelagerung dar. Sein kartografisches Hauptwerk aber war eine Karte von Wien einschließlich der Vorstädte und der Donauinseln. Diese Karte erschien 1706, hatte eine Größe von 5½ Fuß Breite und 4½ Fuß Höhe, und ist heute aufgrund ihrer geringen Auflage sehr selten. Johann Baptist Homann und Gottlieb Konrad Pfeffel druckten diese Karte verkleinert ab.

## Rezension
Carl von Haradauer bezeichnete Anguissola als hochverdienten Militär mit guten Kenntnissen, die er als Ingenieur, Kartograf und Pädagoge einsetzte.